# Камара, Сулейман
Сулейма́н Камара́ (фр. Souleymane Camara; родился 22 декабря 1982 года, Дакар, Сенегал) — сенегальский футболист, нападающий.

## Карьера

### Клубная
Первым европейским клубом в карьере Сулеймана Камара стал «Монако». Нападающий дебютировал в Лиге 1 28 июля 2001 года в матче против «Сошо», заменив на 84-й минуте встречи Лукаса Бернарди. 22 декабря 2001 года сенегалец забил свой первый гол в Лиге 1, открыв счёт в матче с «Ренном». Камара выступал за «Монако» до лета 2006 года с полугодичным перерывом в 2004 году, когда играл на правах аренды за «Генгам».
С 2005 по 2007 год Сулейман Камара защищал цвета «Ниццы», проведя в её составе за 2 сезона 31 матч и забив 1 гол (в ворота «Ланса» в матче 11-го тура чемпионата 2005/06). Сезон 2007/08 форвард провёл на правах аренды в клубе Лиги 2 «Монпелье» и в июле 2008 года подписал контракт с этим клубом.
По итогам сезона 2008/09 Камара в составе «Монпелье» вернулся в Лигу 1, а в сезоне 2011/12 стал чемпионом Франции, забив в 33 проведённых матчах 9 голов.

### В сборной
Сулейман Камара стал привлекаться в сборную Сенегала в сезоне 2000/01. В составе сборной нападающий принимал участие в чемпионате мира 2002 (1 матч), а также в кубках африканских наций 2002 (5 матчей, 1 гол), 2006 (4 матча, 1 гол) и 2012 (1 матч).

## Достижения
Монпелье
- Чемпион Франции: 2011/12

Сборная Сенегала
- Вице-чемпион Африки: 2002